# Vritz

Vritz este o comună în departamentul Loire-Atlantique, Franța. În 2009 avea o populație de 732 de locuitori.